# Massacre de Kichwamba

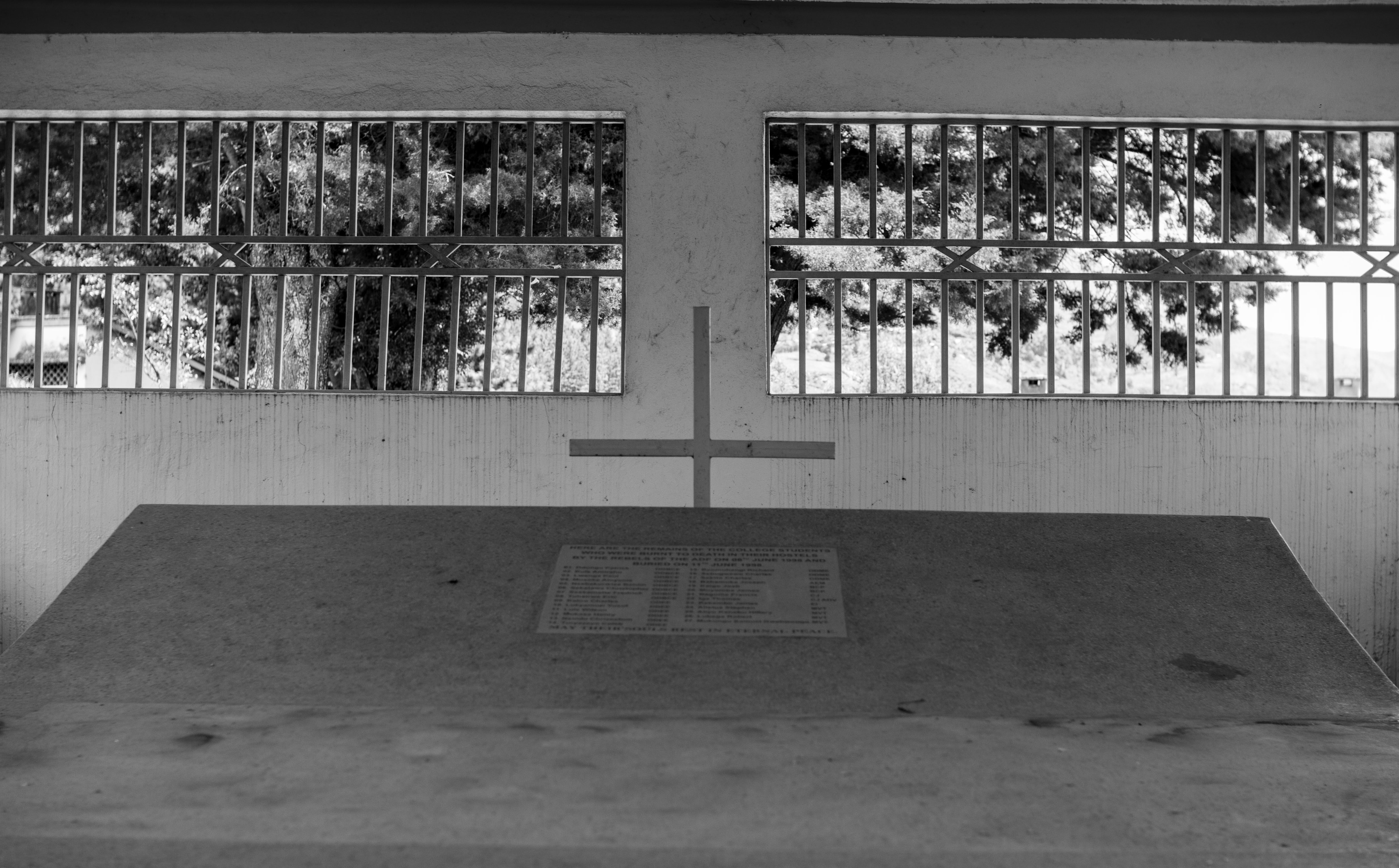
Vista interior do local na escola técnica de Kichwamba, onde foi realizado o ataque e onde foram sepultadas 27 pessoas assassinadas pelos rebeldes das Forças Democráticas Aliadas em 1998.

O Massacre de Kichwamba ocorreu em 8 de Junho de 1998 quando rebeldes afiliados ao grupo armado Forças Democráticas Aliadas (Allied Democratic Forces, ADF) atacaram o Instituto Técnico de Kichwamba em Kabarole, Uganda, e incendiaram três dormitórios, matando 80 estudantes. As Forças Democráticas Aliadas também raptaram outros 100 estudantes e destruíram outras propriedades, incluindo laboratórios e veículos escolares.
Posteriormente, com a ajuda do Governo do Uganda, da Organização Holandesa para a Cooperação Internacional no Ensino Superior (Nuffic), da Universidade Hanze, da Universidade de Kyambogo, da Mountains of the Moon University e do Governo dos Países Baixos, o colégio recuperou-se e, em 2010, aumentou sua população estudantil para mais de 650.